# Swatch Internet Time

Swatch Internet Time – pomysł upowszechniany przez szwajcarską korporację Swatch Group, jako alternatywna metoda mierzenia czasu, wygodna zwłaszcza w Internecie, gdzie osoby z całego świata spotykają się często online.
Zamiast podziału dnia na godziny, minuty i sekundy, 24-godzinny dzień jest podzielony na 1000 tzw. uderzeń (ang. beat) równych 1 minucie 26,4 sekundy i jest równoznaczny z tzw. czasem dziesiętnym wprowadzonym po Rewolucji Francuskiej. Nie ma stref czasowych, natomiast wprowadzona jest skala Biel Mean Time (BMT), oparta na położeniu siedziby firmy w mieście Biel w Szwajcarii. BMT nie odnosi się do czasu słonecznego na południku w Biel, lecz jest związany z czasem środkowoeuropejskim UTC+1. Ze względu na brak zmiany czasu w okresie wiosennym i jesiennym czas ten odpowiada czasowi środkowoeuropejskiemu zimą i angielskiemu latem.
Najbardziej wyróżniającą cechą Swatch Internet Time jest notacja. Przykładowo, "@248" oznacza 248 uderzeń po północy, czyli 0,248 doby, a zatem godzinę 4:57:07.2 UTC. Swatch nie wyróżnia drobniejszych jednostek niż uderzenia, ale są próby wprowadzania tzw. centibeats lub sub-beats, np. @248.000. Nie ma określonego formatu dla daty - w witrynie Swatch data jest wyświetlana za pomocą kalendarza gregoriańskiego, w układzie dzień-miesiąc-rok z prefiksem d, np. d31.01.99.
Czas internetowy jest taki sam na całym świecie. Dla przykładu, gdy mamy @875, w Nowym Jorku, taki sam czas @875 jest w Tokio.
System czasu internetowego jest dla wielu osób prostszy i łatwiejszy w użyciu niż system czasu babilońskiego z podziałem na 24 godziny, 60 minut i 60 sekund. Przykładowo, wiedząc, iż jakieś wydarzenia zajdzie za 5500 uderzeń od razu wiemy, że będzie ono miało miejsce za 5,5 dnia.
Obok plusów są też i minusy:
- Użycie czasu środkowoeuropejskiego (UTC+1) dla oznaczenia 0 .beats wprowadza niepotrzebny dodatkowy południk (w 15°E); standardowym, międzynarodowym południkiem jest południk Greenwich (UTC).
- Fraza "Biel Mean Time" jest myląca, gdyż rzeczywisty południk w Biel wynosi 7°15'E.
- Podstawową jednostką miary czasu w SI jest sekunda, a nie .beat, co wprowadza zamieszanie w obliczeniach naukowych.
- Krytycy podkreślają komercyjny charakter czasu internetowego.
- Nie ma oficjalnie jednostek mniejszych niż .beat, pomijając nieoficjalne rozszerzenia. Jednostką jest odpowiednik 1 minuty i 26,4 sekundy.
- Południe jest różne w różnych miejscach, np. w Helsinkach o godzinie @417; w Nowym Jorku o godzinie @708.
- W systemie nie ma sekund przestępnych.

Propozycja Swatch Internet Time została wprowadzona 23 października 1998 r. W ciągu 1999. Swatch Group wprowadziła na rynek szereg modeli zegarków Swatch z pomiarem czasu SIT (obok tradycyjnego) i zachęcił wiele witryn internetowych do używania nowego formatu; jest on też używany w komunikatorze ICQ (jest to dogodne w rozmowach między osobami z różnych części świata) i w niektórych grach online wymagających jednoczesnego udziału osób z różnych stref czasowych.